# Albert Tonkin
Albert Victor Tonkin (1886. december 16. – 1969. február 17.) ausztrál ászpilóta.

## Élete

### Ifjúkora
Tonkin 1886-ban született Avenel városában, Victoria államban.

### Katonai szolgálata
Az első világháború kitörését követően belépett az ausztrál hadseregbe, és a gyalogsághoz került. 1917 szeptemberéig különböző helyszíneken harcol, 1917. szeptember 19-én pedig csatlakozott az Ausztrál Repülő Hadtesthez (Australian Flying Corps). Az alapkiképzés elvégzése és a pilótaigazolvány megszerzése után a légierő 1. repülőszázadába került a Közel-Keletre. Mint a század pilótáinak java része, ő is kétszemélyes Bristol F2.b Figther típusú repülőgéppel repült. Első légi győzelmeit, szám szerint hármat 1918. május 7-én szerezte meg Jenin és Tul Keram közelében egy Rumpler C és két Albatros D.V-ös típusú gép földre kényszerítésével. Alig két héttel később, május 22-én Nablus közelében ismét győzedelmeskedett. Ezúttal kétn német Albatrost lőtt le, megszerezve ezzel ötödik légi győzelmét és az ászpilóta minősítést. 1918. július 16-án három légi győzelmet aratott, ám szemtanúk hiányában ezek igazolatlannak számítanak. Utolsó légi győzelmét 1918. július 22-én aratta egy Rumpler C típusú gép földre kényszerítésével.
1918. szeptember 19-én gépét a frontvonal közelében lelőtték, ezt követően bár Tonkin sikeres kényszerleszállást hajtott végre, megfigyelőjével együtt ellenséges hadifogságba estek, ugyanis a megmentésükre lovas egységek nem érkeztek meg időben. Szabadulásuk körülményei ismeretlenek, bár feltehetően a Balkán front összeomlását követően jutottak haza.
Tonkin megkapta a Kiváló Repülő Kereszt kitüntetést.
További életéről nem szól a forrás, 1969-ben hunyt el.

### Légi győzelmei
| Sorszám | Dátum            | Egység                   | Repülőgép       | Ellenfél     |
| ------- | ---------------- | ------------------------ | --------------- | ------------ |
| 1       | 1918. május 7.   | 1. ausztrál repülőszázad | Bristol Fighter | Rumpler C    |
| 2       | 1918. május 7.   | 1. ausztrál repülőszázad | Bristol Fighter | Albatros D.V |
| 3       | 1918. május 7.   | 1. ausztrál repülőszázad | Bristol Fighter | Albatros D.V |
| 4       | 1918. május 22.  | 1. ausztrál repülőszázad | Bristol Fighter | Albatros D.V |
| 5       | 1918. május 22.  | 1. ausztrál repülőszázad | Bristol Fighter | Albatros D.V |
| 6       | 1918. július 22. | 1. ausztrál repülőszázad | Bristol Fighter | Rumpler C    |